# دونگ مینگژو
دونگ مینگژو (متولد اوت ۱۹۵۴) یک تاجر چینی است که به عنوان رئیس گری الکتریک فعالیت می‌کند.

## اوایل زندگی
دونگ جوانترین فرزند از هفت فرزند در یک خانواده طبقه کارگر در متولد شد نانجینگ، پایتخت شرق چین را جیانگ سو استان، در ماه اوت سال 1954.  هنگامی که او یک کودک بود، او می‌خواست به یک سرباز. دونگ در سال ۱۹۷۵ از یک مؤسسه تخصصی در ووهو، در استان آن‌هوئی فارغ‌التحصیل شد و دارای مدرکی در زمینه آمار است. دونگ پس از فارغ‌التحصیلی به مدت ۱۵ سال در آزمایشگاه شیمی دولت محلی در نانجینگ شغل اداری گرفت.

## حرفه
در سال ۱۹۹۰، در ۳۶ سالگی، همسرش را از دست داد. دونگ پسر سه ساله خود را به سمت مادربزرگ خود رها کرد و شغل خود را در تأسیسات تحقیقاتی دولت ترک کرد تا بتواند به شهر شنژنکه با توسعه اقتصادی بالاتری در استان گوانگدونگ بود برود و شغل جدیدی پیدا کند. اما به زودی به جوهای نقل مکان کرد.  
عضویت هیلی (سلف Gree Electric) به عنوان فروشنده، او از همان ابتدا برند خود را ساخت و در اندکی بیش از یک ماه بدهی‌های کلان را پس گرفت. در سال ۱۹۹۴، دونگ رئیس فروش شد، جایی که او روند فروش را ارتقا داد. در زمان انتشار عمومی Gree Electric در سال ۱۹۹۶، دونگ معاون رئیس‌جمهور و بعداً رئیس‌جمهور شرکت در سال ۲۰۰۱ بود. در سال ۲۰۱۲، وی مقام رئیس گری الکتریک را نیز به دست آورد. او همچنین تا نوامبر ۲۰۱۶ رئیس شرکت مادر گری الکتریک بود.
دونگ در دوران تصدی خود، گری الکتریک را به بزرگترین سازنده واحد تهویه مطبوع خانگی در جهان و بزرگترین تولیدکننده لوازم خانگی در چین (تولید رکوردی در حدود ۱۴۰ میلیارد یوان درآمد در سال ۲۰۱۴) تبدیل کرد. فروش گری الکتریک از سنتی به آنلاین تغییر یافت و سهم چشمگیری در رکورد شکست ۲۰۱۴ شرکت داشت. سهام شرکت Gree Electric در مدت اقامت وی ۲۳۰۰٪ افزایش یافته‌است. تحت رهبری وی، Gree Electric انرژی خورشیدی، بازار گوشی‌های هوشمند چین، فناوری رباتیک، مراکز درمانی بازیافت شده در سطح کشور و تولید ماشین‌های الکتریکی Yinlong را در مارس ۲۰۱۶ توسعه داد.
در ژانویه سال ۲۰۱۹، وی به عنوان رئیس گری الکتریک انتخاب شد. ۲ ماه بعد، وی برای کاهش قیمت‌های رقابتی تر و هدف از توسعه بین‌المللی پرخاشگرانه علی‌رغم جنگ تجاری آمریکا و چین، کاهش مالیات بر ارزش افزوده را اعمال کرد.
دونگ در طول سال، یک خط ملی گرایانه قوی را به نمایش گذاشته و عضو دهمین، یازدهم و دوازدهمین کنگره ملی خلق بوده‌است. او عضو انجمن ملی ساخت و سازهای دموکراتیک چین و همچنین عضو دهمین کمیته اجرایی فدراسیون زنان همه چین است. دونگ در حال حاضر دارای مقام‌های ارشد در ده صنعت، زنان و سازمان‌های خیریه است و کلاس‌های تجاری دانشگاه را تدریس می‌کند.

## جوایز
- ۲۰۱۵: چهارمین زن قدرتمند در آسیا و اقیانوسیه توسط مجله Fortune[۷]
- ۲۰۱۴٬۲۰۱۵: مهمترین بانوان بازرگان چینی توسط مجله Fortune[۶]
- ۲۰۱۳: «زن در میکس» برای تجارت توسط Forbes Asia[۱۱]
- ۲۰۰۶: رهبران اقتصادی «۱۰ باشکوه» در چین[۵]

## زندگی شخصی
دونگ پس از فارغ‌التحصیلی از دانشگاه، خیلی زود ازدواج کرد، اما پسرش دو ساله بود که او همسرش را از دست داد. شوهرش در سال ۱۹۸۴ بر اثر بیماری درگذشت.  پسرش با نام مستعار " 东东 " (东东) 东东.  او پس از همسرش هرگز ازدواج نکرد. نیویورک تایمز او را "یکی از سخت‌ترین زنان بازرگان چین" نامید.

## کارهای صورت گرفته
- Regretless Pursuit، ۲۰۰۶، که در یک سریال تلویزیونی در تلویزیون مرکزی چین ساخته شد.[۱۲][۱۳][۱۴]

### کتابشناسی - فهرست کتب
- Han Xiao (2017). [Biography of Dong Mingzhu] (به چینی). Wuhan, Hubei: Huazhong University of science and Technology Press. ISBN 978-7-5680-2310-8. {{cite book}}: |trans-title= requires |title= or |script-title= (help)